# Le Grincheux qui voulait gâcher Noël
Le Grincheux qui voulait gâcher Noël ou Comment le Grinch a volé Noël ! (How the Grinch Stole Christmas!) est un livre écrit par Theodor Seuss Geisel en 1957.
Le livre a été adapté à l'écran à trois reprises : un court métrage de dessin animé en 1966 sous le titre Comment le Grinch a volé Noël !, puis au cinéma avec un long métrage en prise de vues réelles nommé Le Grinch en 2000 et en film d'animation avec Le Grinch en 2018.

## Résumé
La préparation de Noël bat son plein dans la petite ville de Chouville.
Tous les habitants frémissent de bonheur à l'approche de la grande fête, sauf le Grincheux, créature verte et recouverte de poils bien décidée à gâcher les festivités depuis qu'il a été forcé à l'exil.